# Бабушкин, Ефим Адрианович
Ефи́м Адриа́нович Ба́бушкин (псевдонимы Цыбу́ля, Цыбу́льский, Граф; 26 декабря 1880 или 1881, Нижняя Тойма, Вятская губерния — 31 июля 1927 или 30 июня 1927, Ессентуки, Северо-Кавказский край) — русский революционный деятель.

## Биография
Родился в деревне Нижняя Тойма (ныне — в Вятскополянском районе Кировской области) в семье рабочего. С 1899 года работал в Пермских железнодорожных мастерских, в 1900 году стал членом социал-демократического кружка.
В 1902 году вступил в коммунистическую партию. Подвергался репрессиям и жил в эмиграции. В 1904—1905 годах работал секретарём клуба большевиков в Париже. В это время познакомился с Лениным. С ноября 1905 года Бабушкин вёл партийную работу в разных городах страны. Делегат VI-го съезда РСДРП(б).
С августа 1917 года — организатор и руководитель большевистской организации в Коканде, председатель Кокандского совета, участник борьбы за установление советской власти в Средней Азии. С сентября 1918 года — консул Туркестанской АССР в Персии. В 1919 году был арестован в Персии английской военной миссией. В качестве заложника был отправлен в Индию, а затем в лондонскую тюрьму. После освобождения при возвращении в Россию был арестован финскими властями; освобождён в 1921 году. После работал управляющим отделением Государственного банка в Сарапуле.

## Комментарии
1. ↑  Под другим данным — генеральный консул РСФСР[2].